# 三嶋唯義
三嶋 唯義（みしま ただよし、1932年5月24日 - 1997年1月12日）は、日本の哲学者。

## 略歴
鳥取県倉吉市生まれ。京都大学大学院文学研究科博士課程満期退学。1965年京都産業大学助教授、1970年教授。フランス哲学を専攻。
1997年、呼吸不全のため死去。

## 著書
- 『人格主義の思想』1969　紀伊国屋新書
- 『学問論』法律文化社　1980
- 『ピアジェ 晩年の思想』行路社　1981
- 『ラショナリスムの学問理念 デカルト論攷』行路社　1984
- 『人格主義』文化書房博文社　1990
- 『新・学問のすすめ 人間に生れて、人間として、人間らしく生きるために』八千代出版　1991
- 『人格主義の原理』行路社　1996
- 『ことばと人間』行路社　1997

## 翻訳
- エチエンヌ・ジルソン『神と哲学』ヴェリタス書院（キリスト教思想研究叢書） 1966、行路社（改訂版）1975
- ブリース・パラン『ことばの思想史』大修館書店　1972
- 『創造的知能の開発 ピアジェ・インヘルダー訪日講演集』滝沢武久共訳　誠文堂新光社　1972
- エチエンヌ・ジルソン『理性の思想史－哲学的経験の一体性』行路社　1975、新版1985
- A.D.セルティランジュ『アンリ・ベルグソンとともに 持続論・科学論・宗教論』行路社　1976
- 『ピアジェとブルーナー 発達と学習の心理学』編訳　誠文堂新光社　1976
- G.H.ボードリイ『信仰と科学 テイヤール・ド・シャルダン』後藤平共訳　創造社　1978
- ガブリエル・マルセル/ポール・リクール『《対話》マルセルとリクール』行路社　1979

## 参考
- 『人格主義の思想』復刻版著者紹介